# 松江哲明
松江 哲明（まつえ てつあき、男性、1977年 - ）は、東京都立川市出身の映画監督。

## 来歴・人物
1977年、在日韓国・朝鮮人の両親のもとに生まれる。当時の姓は柳で、1983年に家族とともに日本国籍を取得、松江姓になった。
1999年に日本映画学校の卒業制作として撮られた『あんにょんキムチ』で、山形国際ドキュメンタリー映画祭アジア千波万波特別賞、NETPAC特別賞などを受賞。
その後、2006年に『カレーライスの女たち』、2007年に童貞青年の日常を描いた『童貞。をプロデュース』を発表。
1カットのみで撮影した2009年のドキュメンタリー映画『ライブテープ』（主演：前野健太）が第22回東京国際映画祭「日本映画・ある視点部門」作品賞（2009年）、第10回ニッポン・コネクション（ドイツ・フランクフルト・アム・マイン、2010年）「ニッポンデジタルアワード」を受賞。
高次脳機能障害を負ったディジュリドゥ奏者・GOMAを描いたドキュメンタリー映画『フラッシュバックメモリーズ 3D』が第25回東京国際映画祭コンペ観客賞を受賞。また、同作で第23回日本映画プロフェッショナル大賞特別賞を受賞した。
2015年、ドラマ『山田孝之の東京都北区赤羽』において、東京ドラマアウォード2015の演出賞を山下敦弘とともに受賞。

## 不祥事
2017年8月25日、池袋シネマ・ロサにて『童貞。をプロデュース』の10周年記念上映後の舞台挨拶の際、舞台上で出演者から同作への出演、作品内で行われた性行為が強要だったことなどを強く訴えられ、当初予定されていた26日以降の上映が中止となった。松江は同月31日、配給会社SPOTTED PRODUCTIONS社長の直井卓俊と連名で本件に対し事実無根であると声明を発表した。
しかし2年後の2019年12月5日、性行為の強要を訴えていた出演者を取材したインタビュー記事がガジェット通信から公開されたことにより本件は再度注目を集め、同年12月13日、配給のSPOTTED PRODUCTIONSの公式ウェブサイトにて、同社社長の直井卓俊と共に、2年前の声明とは一転し事実を認める謝罪文が掲載された。のちにこの謝罪文はウェブサイト上から削除され、2020年1月21日に直井単独の名義で「映画『童貞。をプロデュース』について（配給より経緯報告とお詫び）」との文章が掲載され、謝罪とともに2年前の声明文の掲載も含め詳しい経緯が説明されている。なお、削除された謝罪文は松江による直筆のメッセージがあったが、新たに掲載された文章は松江と直井の連名ではなく、松江本人による謝罪はない。
2023年6月には、拒絶する出演者を羽交い絞めするなどして撮影されたという性行為の強要その他、当時の状況について語る出演者のインタビュー動画がYouTubeで公開された。

## フィルモグラフィ

### 映画
- あんにょんキムチ（2000年）演出・構成・撮影
- ばかのハコ船（2003年）出演
- 2002年の夏休み ドキュメント沙羅双樹（2003年）構成・撮影・編集
- 前略、大沢遥様（2003年）演出・構成
- アイデンティティ（2003年）演出・構成
- 花井さちこの華麗な生涯 インターナショナルバージョン（2005年）出演
- 双子でDON!（2005年）演出・構成
- 赤裸々ドキュメント・天宮まなみ（2005年）演出・構成
- カレーライスの女たち（2006年）演出・構成
- セキ☆ララ（2006年）演出・構成
- SとMと故郷と里菜子（2006年）撮影・編集
- 童貞。をプロデュース（2007年）構成・編集
- あんにょん由美香（2009年）演出・構成・編集
- ライブテープ（2009年）監督
- トーキョードリフター（2011年）監督
- フラッシュバックメモリーズ 3D（英語版）（2012年）監督　※第87回キネマ旬報ベスト・テン10位
- SAWADA（2013年）監督
- その昔ここらへんは東京と呼ばれていたらしい（2015年）監督
- あなたを待っています（2016年）プロデューサー
- 俺たち文化系プロレスDDT（2016年）監督　※マッスル坂井と共同
- 映画 山田孝之3D（2017年）監督 ※山下敦弘と共同

### テレビ
- 森達也のドキュメンタリーは嘘をつく（2006年、テレビ東京）編集
- 谷村美月17歳、京都着。恋が色づくその前に（2007年、関西テレビ）編集
- 極私的神聖かまってちゃん（2011年、スペースシャワーTV）監督
- 山田孝之の東京都北区赤羽（2015年、テレビ東京）監督
- ジドリ（2015年、NHK）構成 ※斎藤工編のみ
- その「おこだわり」、私にもくれよ!!（2016年、テレビ東京）監督
- 山田孝之のカンヌ映画祭（2017年、テレビ東京）監督[17]
- MASKMEN（2018年、テレビ東京）アドバイザリー
- このマンガがすごい!（2018年、テレビ東京）監督
- キン肉マン THE LOST LEGEND（2021年、WOWOW）監督

### オリジナルビデオ
- ほんとにあった! 呪いのビデオ8（2001年）演出・構成
- ほんとにあった! 呪いのビデオ special2（2001年）演出・構成
- ほんとにあった! 呪いのビデオ9（2002年）演出・構成
- ほんとにあった! 呪いのビデオ10（2002年）演出・構成
- ほんとにあった呪いの映像 - 儀式の村 - （2006年）演出・構成　/製作：英知出版

### プロモーションビデオ
- 豊田道倫『グッバイ・メロディ』（2005年）
- 豊田道倫『カップルシート』（2007年）
- 前野健太『鴨川』（2009年）
- 川本真琴『アイラブユー』（2010年）
- 住所不定無職『あの娘のaiko』（2011年）

## 著書
- あんにょんキムチ 汐文社 2000年
- 童貞をプロファイル 二見書房 2008年
  - 対談集。対談相手：峯田和伸、カンパニー松尾、武富健治、山下敦弘、花くまゆうさく、マッスル坂井、大槻ケンヂ、デーブ・スペクター
- 童貞の教室 理論社 2009年（古泉智浩との共著）
- 映像作家サバイバル入門　自分で作る／広める／回収するために　フィルムアート社　2012年